# Charlemagne: The Omens of Death
Charlemagne: The Omens of Death ist ein Konzeptalbum von Schauspieler und Sänger Christopher Lee, das als Fortsetzung seines Debütalbums Charlemagne: By the Sword and the Cross erscheint. Es handelt von Karl dem Großen (engl. Charlemagne), dem ersten römischen Kaiser des Mittelalters. Die Musik wurde u. a. von Richie Faulkner arrangiert, dem Gitarristen der Metal-Band Judas Priest.
Mit der ersten Singleauskopplung Let Legend Mark Me as the King signalisierte Lee an seinem 90. Geburtstag (27. Mai 2012) seine Neuausrichtung zum reinen Heavy Metal, nachdem seine vorherigen Veröffentlichungen noch stark sinfonisch geprägt waren. Dies macht ihn zum ältesten Künstler in der Geschichte des Genres.
Zu Promotionszwecken wurde im Juni 2012 ein Musikvideo zum Song The Bloody Verdict of Verden aus dem Vorgängeralbum veröffentlicht, welches jedoch dem Symphonic Metal zuzuordnen ist und sich somit vom Musikstil des neuen Albums unterscheidet.

## Titelliste
1. The Portent (4:29)
2. Charles the Great (6:23)
3. The Siege (7:09)
4. Massacre of the Saxons (5:41)
5. Dawning of a New Age (4:40)
6. Let Legend Mark Me as the King (5:45)
7. The Betrayal (5:02)
8. The Devil's Advocate (4:54)
9. The Ultimate Sacrifice (5:09)
10. Judgement Day (3:41)